# Lupo solitario (programma televisivo)
Lupo solitario è un programma televisivo andato in onda nel 1987 per una sola stagione su Italia 1, dal lunedì al giovedì, dal 30 marzo al 21 maggio. La trasmissione è nata da un'idea di Syusy Blady, Patrizio Roversi, Davide Parenti e Antonio Ricci, all'epoca reduce dal successo di Drive In, e andava in onda in seconda serata con la conduzione di Patrizio Roversi e Syusy Blady.
Il titolo è stato tratto dal soprannome di Wolfman Jack, protagonista del film American Graffiti mentre il sottotitolo Un programma di inquietudini, ambiguità e varia umanità era originale.
Nonostante gli appena due mesi di programmazione, la trasmissione fu al centro dell'attenzione dei media raccogliendo soprattutto consensi da parte della critica: Umberto Eco lo definì "varietà del futuro".

## Il programma
Il varietà è stato ideato da Antonio Ricci nel 1987, con la collaborazione di vari autori tra cui Davide Parenti e la regia di Paolo Beldì. Lupo solitario era trasmesso dal lunedì al giovedì alle 22:30 sulla seconda rete Fininvest, per un totale di 32 puntate. Il programma era realizzato in uno studio che riproduceva l'interno di un dirigibile pirata comandato dal conduttore Patrizio Roversi, che intercettava i segnali televisivi mondiali e li mandava così in onda sulla rete ufficiale.
Protagonista del programma era l'esordiente Gran Pavese Varietà, composto dallo stesso Roversi insieme alla moglie Syusy Blady, da Vito, più Eraldo Turra e Luciano Manzalini (che insieme impersonavano il gruppo dei Gemelli Ruggeri), ognuno con un ruolo ben preciso: ad esempio, Syusy Blady era l'addetta alle notizie spettegologiche e pur di avere indiscrezioni succulente si intrufolava nelle case dei vip, intervistava i loro portinai e rovistava addirittura tra l'immondizia, mentre i Gemelli Ruggeri erano un duo di giornalisti della fantomatica televisione di Stato di un immaginario paese dell'Europa Orientale, Croda, gemellata con il Lupo Solitario. Le stazioni televisive intercettate erano tutte rigorosamente inventate e parodiate dai componenti della compagnia.
La trasmissione era costituita da una successione di rubriche, affidate a personaggi come Roland Topor, Gregory Corso, Leo Bassi ed Eva Robin's. Fra gli altri comici si segnalavano Franco Faloppi e Mimmo Artana (1948-2015) che interpretavano due poliziotti - i quali a loro volta si travestivano e fingevano di essere una coppietta, appartandosi in una macchina nel parco di Firenze per adescare il famoso mostro di Firenze - nonché altri personaggi surreali riguardanti argomenti di estrema attualità, come la sempre più veloce diffusione dei teleimbonitori nelle Tv private e non solo, tra cui Vanna Marchi che proprio in quegli anni faceva spesso la sua comparsa in programmi televisivi nazionali in qualità di fenomeno Tv.
Uno dei punti di forza della trasmissione è stato lo spazio dedicato al rock post-demenziale, «un elemento portante» aveva spiegato Ricci, «della nostra filosofia, una dissacrazione cialtrona della videoclipmania più diffusa». Fra le novità di Lupo solitario, il debutto televisivo di Elio e le Storie Tese: la loro John Holmes ha un tale successo che viene utilizzata come sigla per alcune puntate del programma. Insieme a loro, venivano riprese in vari locali milanesi le band più significative del genere, come Little Tonno, Frigerio e i suoi Tailleur, i Figli di Bubba, Panico alla Scala e L'invasione degli Uomini Paprika.
I titoli di testa erano in lingua esperanto, e anche il conduttore Roversi spesso usava intercalari in esperanto come "bonan vesperonnnnn!" ("buona seraaaaa!") e diceva frasi come "impariamo tutti l'esperanto e ci capiremo meglio".
Protagonista della sigla di coda del programma, che andava in onda a notte tarda a causa della collocazione oraria dello show, era un pigiama party, al quale partecipavano tutti i comici del programma e anche svariati figuranti, e la sigla Ninna nanna yeeh era cantata da Syusy Blady che si esibiva in veste provocante e sensuale, indossando un babydoll.
Lupo solitario è tornato in onda poco meno di venti anni dopo, nella primavera del 2004. Sono state infatti mandate in onda alcune repliche dello show in prima serata sulla rete satellitare Happy Channel.

## Accoglienza

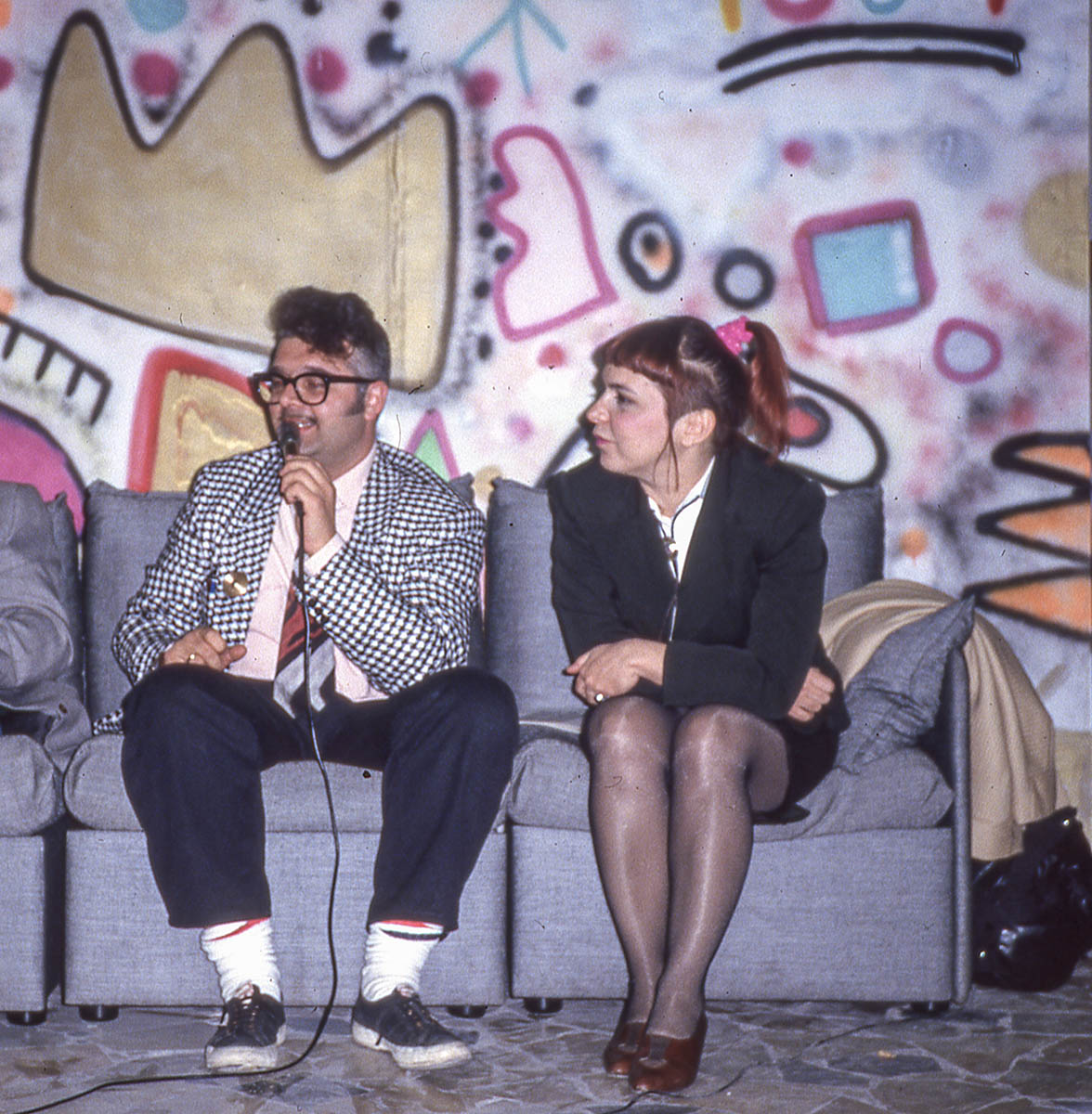
Patrizio Roversi e Syusy Blady alla Festa dell'Unità di Siena, 1987. Foto di Mauro Tozzi

Il programma ricevette un ottimo consenso da parte della critica televisiva che lo considera un cult nel suo genere, e soprattutto Umberto Eco durante il Congresso sulle Nuove Tendenze Televisive svoltosi a Parigi nel maggio di quell'anno definì il programma il varietà del futuro.
Ci fu però anche spazio per le critiche, che riguardavano soprattutto la già citata scenetta del mostro di Firenze.
La stagione successiva il programma non fu riconfermato, ma era previsto al suo posto un altro varietà, Matrjoska, al quale avrebbero dovuto prendere parte tutti i protagonisti di Lupo solitario e anche altri personaggi. Tuttavia questo programma non andò oltre la puntata zero, e dalle sue ceneri nacque L'araba fenice, programma analogo ma meno pungente.

## Colonna sonora
Il successo del programma portò alla realizzazione di un album omonimo, che fu pubblicato sempre nel 1987 dalla Polydor in formato LP e musicassetta. L'album conteneva i principali brani musicali resi popolari dalla trasmissione, tra i quali spiccava il successo di John Holmes di Elio e le Storie Tese; alcuni di essi verranno pubblicati anche come singolo, mentre per altri brani questa pubblicazione costituisce l'unica traccia fonografica disponibile.

### Tracce
1. Lupo Solitario – Bona vespero del Lupo Solitario
2. Syusy Blady – Ninna nanna yeeeeh! – 4:23
3. I Gemelli Ruggeri – Sotto il cielo di Croda – 4:04
4. Vito – Bronzi di Riace – 3:12
5. Little Tonno – Tu non sei più la mia fidanzata – 4:24
6. Syusy Blady – Tocca, toccami – 3:24
7. Lupo Solitario – Disquisizioni psico/musicali del Lupo Solitario
8. I Figli Di Bubba – Lupy Solytary – 3:46
9. Elio e le Storie Tese – John Holmes (Una vita per il cinema) – 3:21
10. L'invasione degli Uomini Paprika – Notti di Kiev – 3:19
11. P'Aco D'Alcatraz – Mutande[8] – 4:05
12. Panico alla Scala – Il gambero – 2:50
13. I Gemelli Ruggeri – Love in Portofino – 3:44
14. Lupo Solitario – Tragiche conclusioni del Lupo Solitario

Durata totale: 40:32